# Monument au général Baklanov
Le monument au général Baklanov est une sculpture à la mémoire du général cosaque Iakov Petrovitch Baklanov, héros de la guerre du Caucase, à Novotcherkassk (Russie). Initialement érigé à Saint-Pétersbourg sur la tombe du général dans le cimetière du couvent Smolny le monument est transféré en 1911 à Novotcherkassk en même temps que la dépouille qui repose dans la cathédrale de l'Ascension de Novotcherkassk.

## Historique
Après le décès de Baklanov en 1873 l’ataman M. I. Tchertkov lance une souscription en vue d’ériger un monument au général. Début 1875 plus de 2000 roubles ont été récoltés et l’ataman N. A. Krasnokoutski, successeur de Tchertkov, met en place une commission composée de deux officiers pour préparer le projet.
Le projet du sculpteur N. V. Nabokov reçoit l’approbation des dirigeants cosaques et est réalisé par Félix Chopin (bronze) et Efimov (granit) d’après un modèle grandeur nature en gypse. Le monument est prêt au printemps 1877.
En 1909, à l’occasion du centenaire de la naissance de Baklanov, la décision est prise de transférer ses restes ainsi que le monument à Novotcherkassk, ce qui est réalisé en 1911.
Dans les années 1930 les éléments de bronze sont démontés et fondus.
Le 4 juin 1995 lors des festivités célébrant le 190e anniversaire de la fondation de Novotcherkassk le monument, restauré par le sculpteur A.V. Tarassenko, est réinauguré solennellement.

## Description

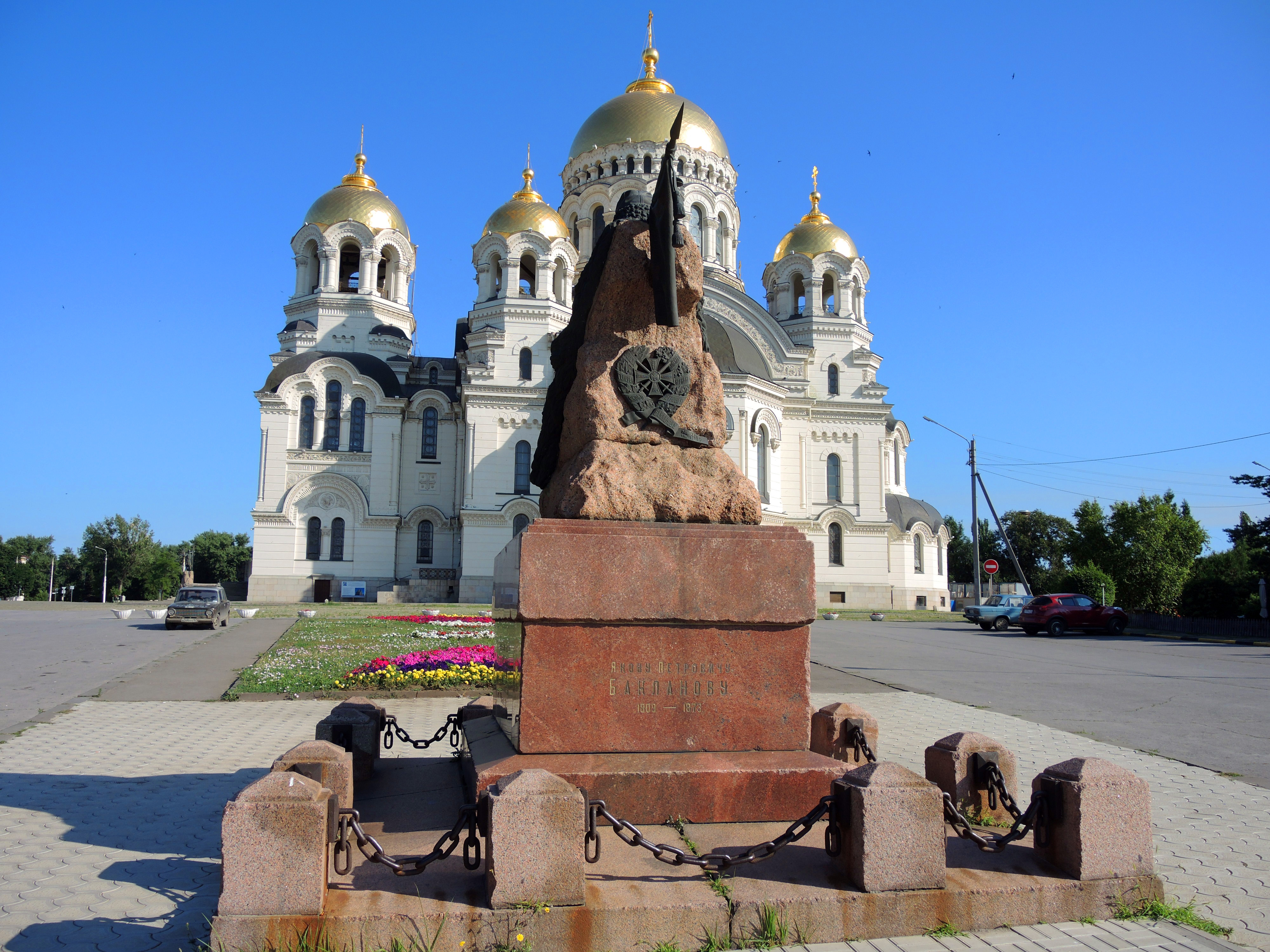
Le monument en 2015.

Le monument est composé d’un socle en granit rouge orné d’un étendard et d’une bourka cosaque en bronze. La chachka du général dépasse de sous la bourka et une papakha repose dessus. Sur le socle sont gravés les faits d’armes du général. À l’avant du monument se trouve un médaillon de bronze avec l’inscription « lieutenant général de l’armée du Don Iakov Petrovitch Baklanov, né en 1809, mort en 1873, le 18 oct,. ».